# مقاطعة كوسكو
مقاطعة قوسقو (بالإنجليزية: Cusco Province)‏ هي مقاطعة في بيرو، تتبع إقليم قوسقو، عاصمتها قوسقو، تبلغ مساحتها 617 كيلومتر مربع.